# Das Sternenkind
Das Sternenkind (englischer Originaltitel: The Star-Child) ist ein Märchen von Oscar Wilde. Es erschien im Jahr 1891 in der Märchensammlung Ein Granatapfelhaus.

## Inhalt
Ein armer Holzfäller findet ein in einen goldenen Mantel gewickeltes Kleinkind im vom Schnee bedeckten Wald und nimmt es bei sich auf. Der Junge wächst bei ihm als eines seiner Kinder zu auffälliger Schönheit heran. Doch mit der Aufmerksamkeit, die er durch seine Schönheit erlangt, entwickelt sich eine Grausamkeit gegenüber der Tierwelt und den Menschen. Auch ein Bettler wird Opfer seines Spotts. In höchstem Stolz verwirft er seine eigene Mutter im Bettlergewand, die ihn zu holen suchte. Daraufhin kehrt diese ihm den Rücken. Dies hat den Wandel seiner Schönheit in eine abgrundtiefe Hässlichkeit und die Abscheu aller Menschen vor ihm zur Folge.
Um Getanes ungeschehen zu machen, beginnt er nach seiner Mutter zu suchen und gerät dabei in die Hände eines bösen Zauberers, der ihn als seinen Sklaven nach drei Goldstücken im unzugänglichen dornigen Wald suchen lässt. Er findet die Schätze mithilfe eines dankbaren Hasen, den er aus einer Falle befreit. Es gelingt ihm jedoch nie, das Gold zu seinem Peiniger zu schaffen, da er jeweils zuvor von Mitleid bewegt das Gold einem Bettler übergibt. Der wütende Zauberer schlägt ihn mehrfach und droht ihn gänzlich zu erschlagen. Als er diesem Versuch entkommt, gelangt er zu einem Schloss.
Dort scheinen ihn alle freudig zu erwarten. Sein Aussehen hat sich zurückverwandelt in die ehemalige außergewöhnliche Schönheit. Er begegnet dort seinem Vater, der ihm als der Bettler entgegentritt, und seiner Mutter, die sich als Bettlerin ausgibt. Von ihnen wünscht er sich allein Vergebung, die er schließlich auch im Handauflegen seiner Eltern, die sich in König und Königin verwandelt haben, auf sein Haupt erhält. Im Schloss soll er von nun an als König regieren.
Seine Regierungszeit beläuft sich wegen der entbehrungsreichen Jahre zuvor nur auf drei Jahre voll Güte und Frieden. Nach seinem Tod folgt auf ihn ein böser König.

## Ausgabe
- Complete Works of Oscar Wilde, HarperCollins Publishers 2003.

## Adaptionen
Die Geschichte wurde in der Sowjetunion unter den Titeln Звёздный мальчик (Swjosdny maltschik, 1958) und Сказка о Звёздном мальчике (Skaska o Swjosdnom maltschike, 1984) verfilmt.
Die Märchenoper Das Sternenkind von Hans-André Stamm mit einem Libretto von Alexander Nitzberg wurde 2005 uraufgeführt.